# Tour Reflets
La tour Reflets est un gratte-ciel résidentiel situé dans le quartier du Front de Seine, dans le 15e arrondissement de Paris, en France.
L'entrée, au niveau 0 ou rez-de-chaussée, donne sur la rue Robert de Flers. La réception, l'accès aux boites aux lettres et les ascenseurs du parking, sont au niveau 2 ou "sur la dalle".
Jusqu'au 8e étage, se partagent des caves et deux logements de gardiens. Les premiers appartements se trouvant au 8e étage, on compte donc 25 étages  habités pour un total de 250 logements. Au 33e étage, les appartements sont des duplex (il y a donc 34 étages en réalité).